# Terri Schuester
Terri Schuester is een personage uit de Amerikaanse televisieserie Glee. Het personage wordt gespeeld door actrice Jessalyn Gilsig.

## Verhaallijn
Terri is getrouwd met Will en in het eerste seizoen denkt ze dat ze zwanger is van Will. Als ze er na een bezoekje bij de gynaecoloog achter komt dat ze niet zwanger is, doet ze toch alsof ze zwanger is om Will bij zich te houden. Ze voelt zich regelmatig bedreigd door Wills passie voor de Glee Club, maar ze zal niet laten gebeuren dat haar huwelijk stukloopt. Tijdens het eerste seizoen, als Will erachter komt dat ze niet zwanger is, verlaat hij Terri.
Terri begint later aan therapie, maar Will vertelt haar dat hij haar niet meer wil. Later, in Hell-O, keert Terri terug om Emma te waarschuwen dat ze niet van plan is Will op te geven zonder een gevecht. Ondanks deze poging tot sabotage, scheiden Will en Terri toch. Terri 'adopteert' later Finn Hudson, omdat hij haar herinnert aan een jonge Will.
Aan het einde van seizoen 2 vormt ze samen met Sue, Sandy en de coach van Vocal Adrenaline een groepje met als missie het vernietigen van de Glee Club.